# جوردن والدن
جوردن والدن (بالإنجليزية: Jordan Walden)‏ هو لاعب كرة قاعدة أمريكي، ولد في 16 نوفمبر 1987 في فورت وورث في الولايات المتحدة.

## وصلات خارجية
- جوردن والدن على موقع دوري كرة القاعدة الرئيسي (الإنجليزية)
- جوردن والدن على موقعبيزبول رفرنس.كوم (الدوري الرئيسي) (الإنجليزية)
- جوردن والدن على موقعبيزبول رفرنس.كوم (الدوري الثانوي) (الإنجليزية)
- جوردن والدن على موقع إي إس بي إن.كوم (أم.أل.بي) (الإنجليزية)
- جوردن والدن على موقع مشجعي الرسوم البيانية (الإنجليزية)